# Bartomeu Baró

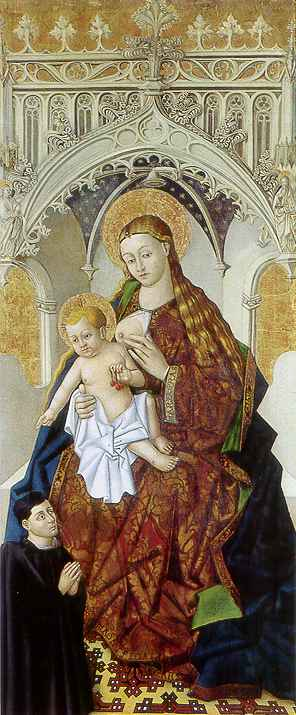
La Virgen de la leche con donante, Ademuz, Iglesia de San Pedro y San Pablo.

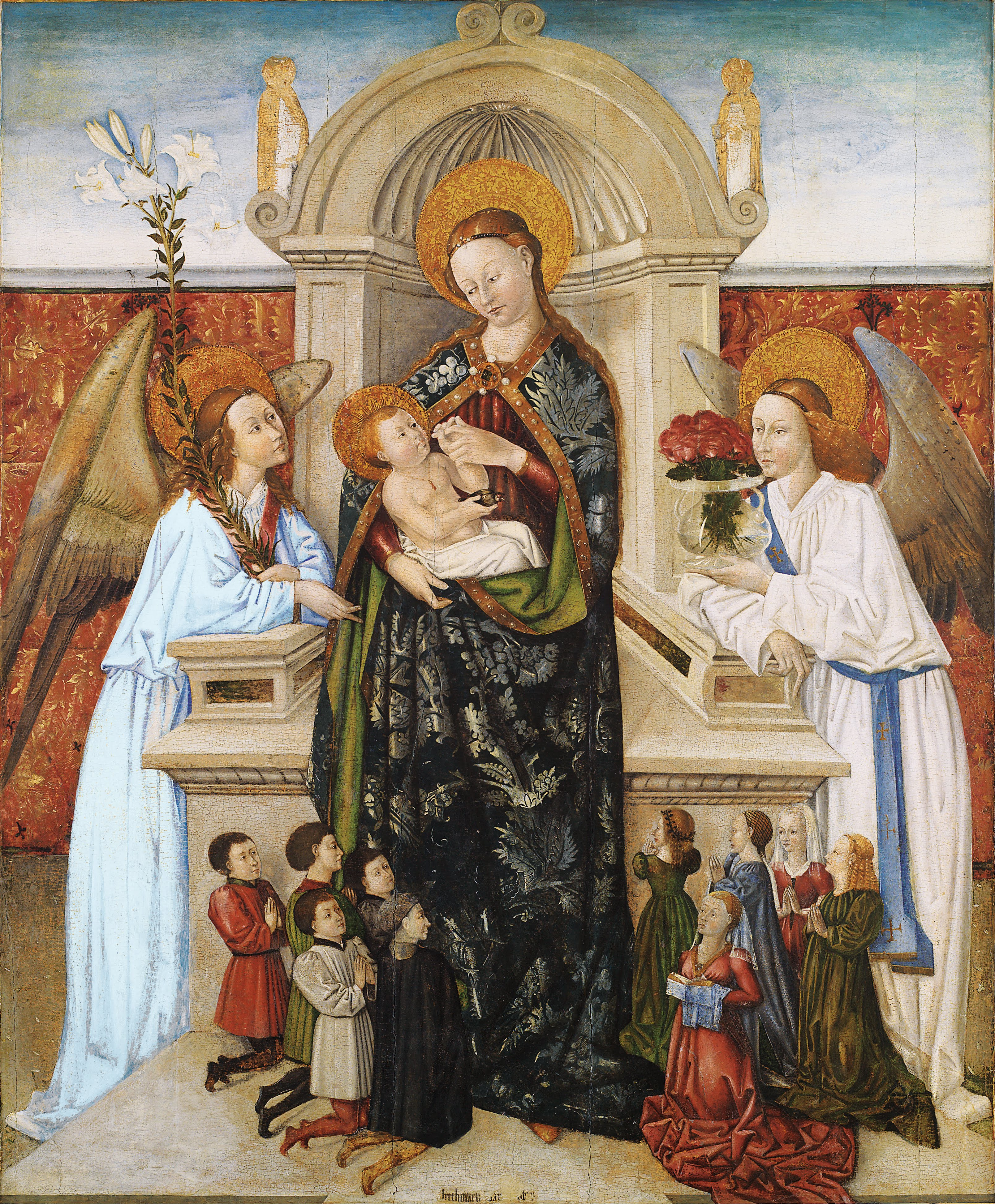
La Virgen con el Niño, ángeles y familia de donantes, óleo sobre tabla, 156 x 192 cm, Museo de Bellas Artes de Bilbao.

Bartomeu Baró (f. 1451-1481) fue un pintor hispanoflamenco activo en Valencia, donde en 1467 y 1468 cobró por algunos trabajos menores hechos para la catedral. En su última etapa su estilo se vio influido por la pintura italiana del quattrocento.
Fallecido en 1481, dejaba entre sus bienes una «taula pintada ab una testa de home encapironat» que es una de las primeras noticias de un retrato exento pintado por un artista peninsular, quizá modelo para presentar a potenciales clientes.

## Biografía y obra
A nombre de Bartomeu Baró se documentan diversos retablos perdidos, entre ellos el de los santos Cosme y Damián, pintado en 1451 para un particular, Damiano Moltó, y el de la Virgen de Montserrat, para el hospital de beguinas, contratado en 1479. Algunos años antes, en 1466, recibió en su taller como aprendiz por espacio de cinco años a Joan Palmer, hijo del pintor Andrés Palmer, ya fallecido. Es también muy probablemente el «Bartolomé Barón» al que en 1468 se mencionaba como pintor valenciano en Murcia, donde tenía contratado un retablo de San Bartolomé para la iglesia de su advocación que acabó en poder de un clérigo con el que tenía ciertas deudas.
Por la intervención del Justicia civil para resolver el problema de su herencia consta que en octubre de 1481 habían ya fallecido tanto él como su esposa sin haber hecho testamento, dejando dos hijas, la mayor, Brígida, casada con el también pintor Cristóbal Picart, y doncella la segunda, Isabel.
De su producción se conoce La Virgen de la Leche con donante de la Iglesia Arciprestal de Ademuz, tabla a la que podría hacer referencia un documento de 1457 por el que Baró se obligaba a pintar un retablo para la ermita de Orta o de Nuestra Señora de la Huerta en Ademuz, La Virgen con el Niño, ángeles y familia de donantes del Museo de Bellas Artes de Bilbao, con restos de una firma («...rthomeu...ar...)», posiblemente procedente de Burjasot, y un retablo dedicado a los santos Sebastián, Elmo y Bernardino que perteneció a la colección Mateu de Barcelona, ahora en paradero desconocido.
El Museo del Prado le atribuye un Santiago Peregrino y donante, adquirido en 2015.